# دم‌اسب پرشاخه
دم‌اسب پرشاخه، بندک‌واش (نام علمی: Equisetum ramosissimum) نام یک گونه (زیست‌شناسی) از سرده دم‌اسب (سرده) است.